# Castrum doloris
 (octobre 2019).
Si vous disposez d'ouvrages ou d'articles de référence ou si vous connaissez des sites web de qualité traitant du thème abordé ici, merci de compléter l'article en donnant les références utiles à sa vérifiabilité et en les liant à la section « Notes et références ».

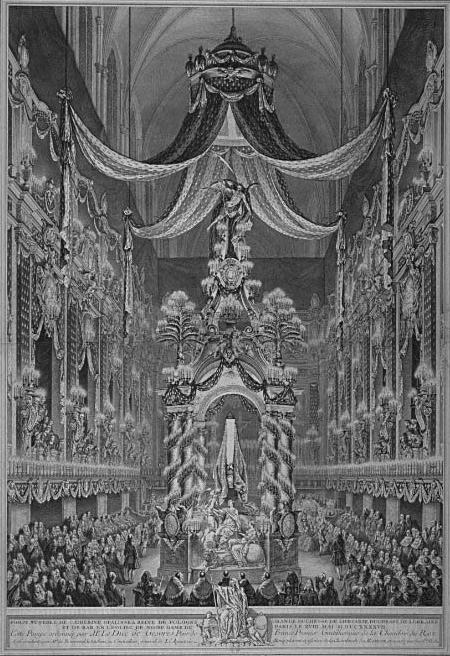
Castrum doloris de la reine Catherine Opalinska.

Castrum doloris (en latin, littéralement « château de douleur ») est le nom donné aux structures et décorations qui abritent ou accompagnent le catafalque ou la bière d'un défunt de haut rang. Un castrum doloris peut comporter un baldaquin élaboré, des cierges, des fleurs, des armoiries. Par métonymie, le castrum doloris désigne le catafalque même.

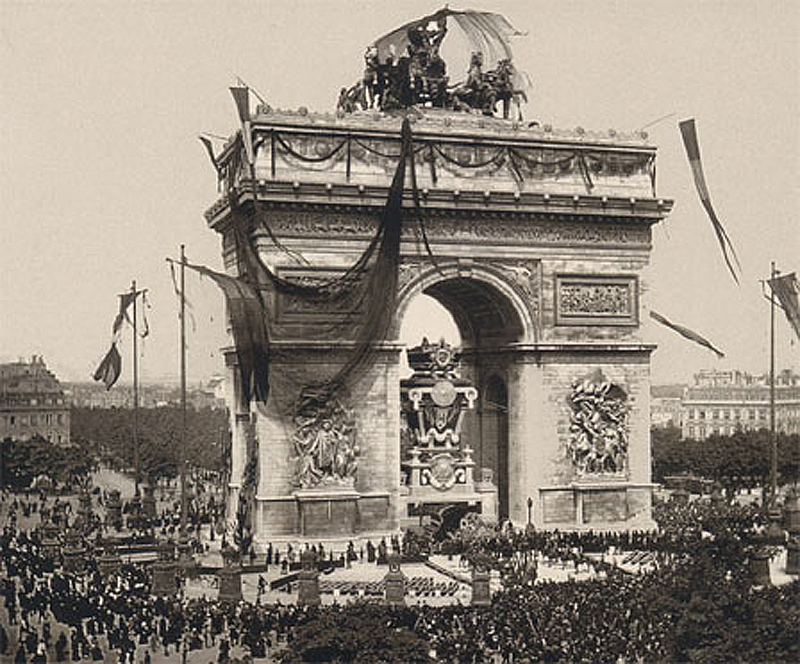
Catafalque et castrum doloris de Victor Hugo, sous l'Arc de Triomphe, lors de ses funérailles, le 31 mai 1885.

Les castra doloris sont avérés depuis les XVIIe et XVIIIe siècles, mais on en trouve la trace depuis le XIVe siècle et les pompes funèbres organisées pour le pape Sixte V.